# Liborio Sfalanga
Liborio Sfalanga, nome d'arte di Giovanni (Caltanissetta, 6 marzo 1931 – Peschiera Borromeo, 28 maggio 2017), è stato un circense italiano.

## Biografia
Ultimo di una famiglia con 7 figli, a 16 anni ebbe il primo "incontro" con il circo nella sua città natale. Iniziò a lavorare fin dal primo giorno con lo pseudonimo di Giovanni, con il quale verrà chiamato da tutti fino alla sua morte. 
Ha lavorato, nell'ordine, con il Circo di Bianco Zamperla fino al 1948, poi fino al 1950 con il Circo Caveagna, quindi con il Circo Medrano fino al 1958. In quell'anno, cominciando ad occuparsi di animali, inizia la sua collaborazione con la Famiglia Orfei; collaborazione che durerà fino alla morte. Prima con il Circo di Alba Orfei e dal 1960 con il circo dei fratelli Liana, Rinaldo e Nando Orfei. Dal 1978 proseguì la sua attività con il Circo Delle amazzoni di Paride, Ambra e Gioia Orfei. 
Nella sua carriera di domatore, che iniziò nel 1966, usò alcuni nomi d'arte tra cui: Tiberius Spalanca e Hans Gruber il mongolo.
Ebbe diversi incidenti non gravi lavorando con orsi, leoni e tigri come domatore fino al 2000 anno della sua ultima esibizione.

## Onorificenze
Per aver salvato il circense Franco Migliorini da un improvviso attacco dei propri leoni, gli venne riconosciuta una medaglia al valore civile.